# Lishulong
Lishulong (з китайської означає «каштановий дракон») — рід завроподіформних динозаврів з ранньоюрської (синемюрсько-тоарської) формації Луфенг у Китаї. Тип і єдиний вид — Lishulong wangi.

## Відкриття та найменування

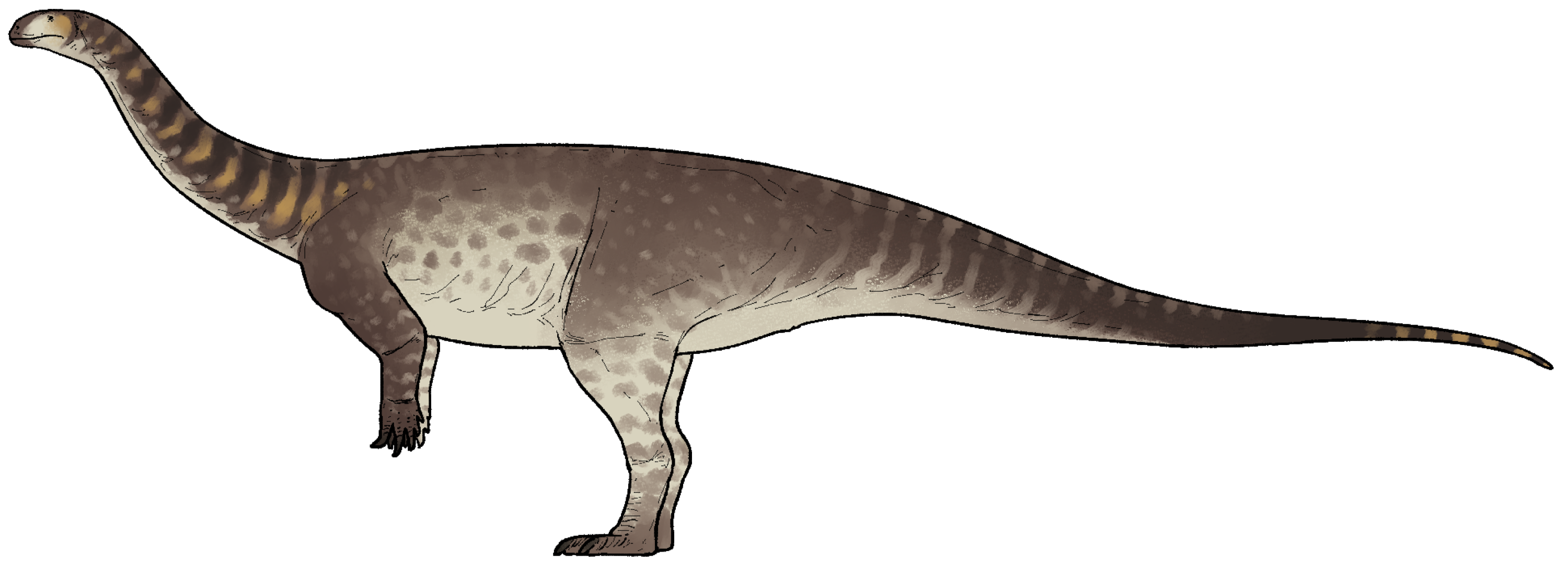
Художня реконструкція

Зразок голотипу LFGT-ZLJ0011 включає череп, нижню щелепу та дев'ять шийних хребців. Він був виявлений у селі Цзюду в місті Конглоншань (раніше називалося селище Чуаньцзе), округ Луфен, провінція Юньнань, Китай. Це місце є неподалік від того місця, де були виявлені скам'янілості целофізоїдного теропода Panguraptor.
Останки зауроподоморфа були описані як належать до нового роду та виду динозаврів у 2024 році. Видова назва, wangi, вшановує Ван Чжен-Цзю, першовідкривача Lufengpithecus, за його внесок у палеонтологію хребетних у Lufeng.

## Класифікація
Чжан та ін. (2024) включили Lishulong у філогенетичний аналіз і виявили, що він належить до Sauropodiformes, як сестринський таксон Yunnanosaurus.